# Металізація

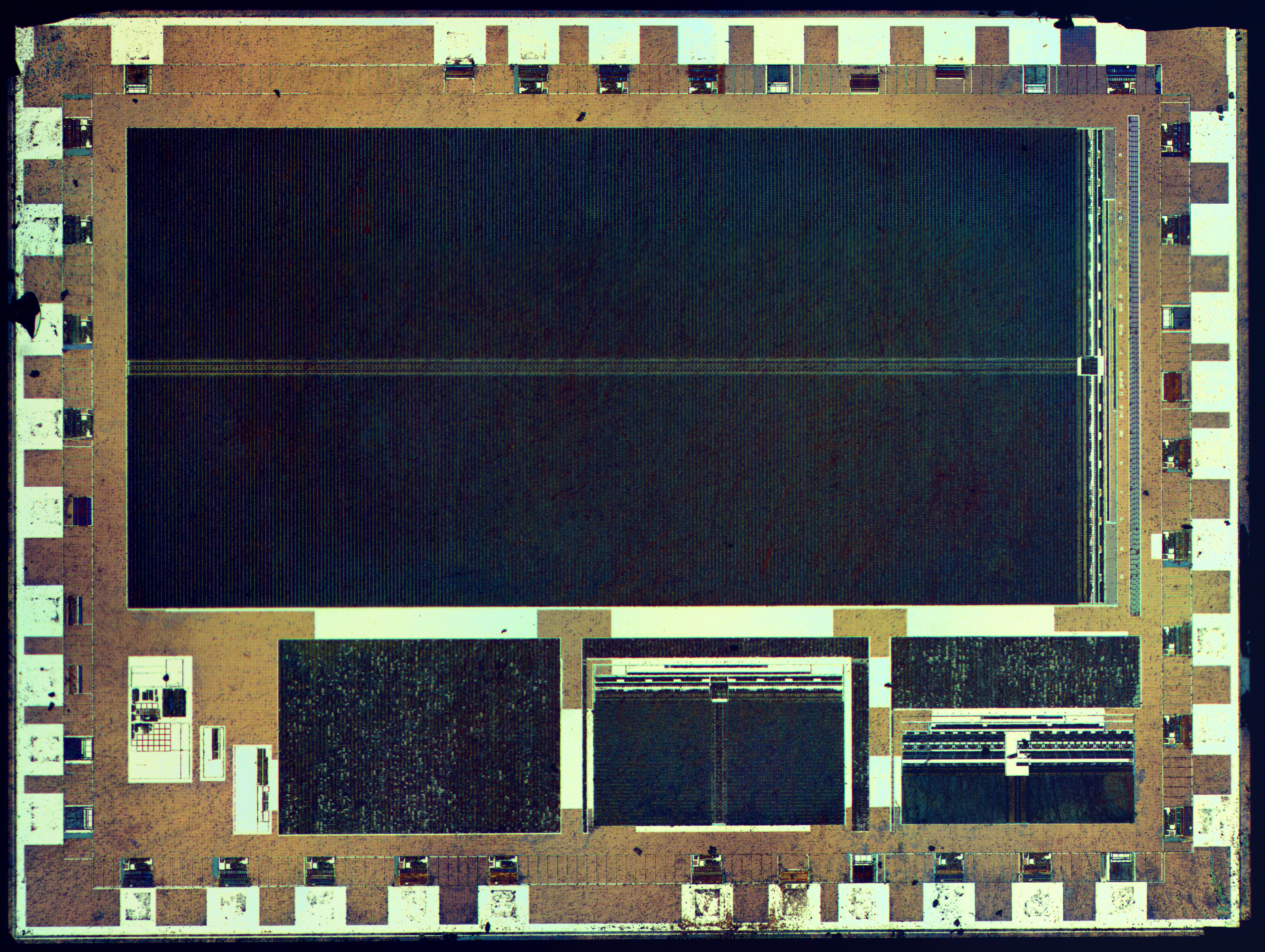
Радіаційно загартована матриця мікроконтролера 1886VE10 після процесу металізованого травлення

Металіза́ція — метод модифікації властивостей поверхні виробів шляхом нанесення на його поверхню одного або декількох шарів металу. Товщина такого покриття становить звичайно від сотих часток мікрометра до 40…50 мкм, рідше — до сотень мікрометрів і навіть кількох міліметрів.
Металізації піддаються як неметалічні поверхні (скло, бетон, пластмаса) так і металеві. В останньому випадку металізацією наноситься інший матеріал, наприклад, твердіший або корозійно-стійкий (хромування, цинкування, алітування). Часто «металізацією» називають напилення металу газотермічними методами.

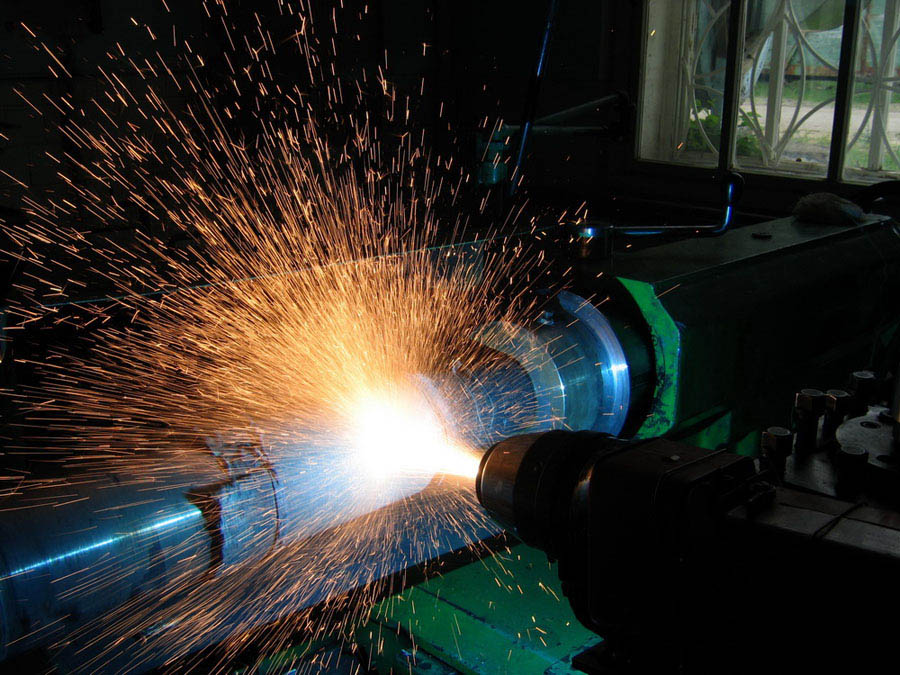
Електродугова металізація

## Історія
У 1835, Юстус Лібіх відкрив метод покриття скла металевим сріблом, що дозволяє назвати скляне дзеркало одним з перших металізованих предметів. Металізація інших неметалевих об'єктів стала активно розвиватися після відкриття АБС-пластика.

## Технології
Серед методів металізації можна відзначити газотермічне напилення, холодне газодинамічне напилення, дифузійну металізацію (гаряче алітування, хромування, цинкування), плакування, гальваніку, PVD-процес.

## Технологія покриття АБС-пластика
Пластикова деталь спочатку хімічно травиться, наприклад, зануренням в розчин сірчаної та хромової кислот. Травлена поверхня активується зануренням спочатку в розчин хлориду олова, потім в розчин хлориду паладію. Потім поверхня покривається електролітично міддю або нікелем.

## Матеріали
За матеріалом, що наноситься, виділяють алітування, цинкування, хромування, титанування, борування та ін.

## Використання
Металізацією створюють захисні покриття, покриття герметизуючі, електропровідні, декоративні, оптичні та ін. До металізації вдаються в електро- і радіотехніці, оптиці, ракетній техніці, автомобіле-, судно- і літакобудуванні тощо.